# Recipe for Hate
Recipe for Hate is het zevende studioalbum van de Amerikaanse punkband Bad Religion. Het is het laatste album dat de band heeft uitgegeven op Epitaph Records vóór de (tijdelijke) overstap naar Atlantic Records.

## Algemeen
Dit album bevat experimentele elementen, die waren ingezet met het vorige album Generator, zoals de combinatie met country en folk in tracks als "Man with a Mission" en "Struck a Nerve".
Het album eindigde op de vijfde plaats in een door Sputnikmusic samengestelde lijst van beste punkalbums van het jaar.
Het nummer "American Jesus" is in 2004 gecoverd door de Canadese poppunk-band Simple Plan tijdens een van hun optredens.

## Tracklist
Noot: tussen haakjes staat de tekstschrijver.
1. "Recipe for Hate" - 2:02 (Greg Graffin)
2. "Kerosene" - 2:41 (Brett Gurewitz)
3. "American Jesus" - 3:17 (Greg Graffin, Brett Gurewitz)
4. "Portrait of Authority" - 2:44 (Greg Graffin)
5. "Man with a Mission" - 3:11 (Brett Gurewitz)
6. "All Good Soldiers" - 3:07 (Brett Gurewitz)
7. "Watch It Die" - 2:34 (Greg Graffin)
8. "Struck a Nerve" - 3:47 (Greg Graffin)
9. "My Poor Friend Me" - 2:42 (Greg Graffin)
10. "Lookin' In" - 2:03 (Greg Graffin)
11. "Don't Pray on Me" - 2:42 (Brett Gurewitz)
12. "Modern Day Catastrophist" - 2:46 (Greg Graffin)
13. "Skyscraper" - 3:15 (Brett Gurewitz)
14. "Stealth" - 0:41 (Brett Gurewitz, Jay Bentley, Bobby Schayer)

De teksten van "Stealth" zijn afkomstig uit een speech van George H.W. Bush uit 1992.

## Musici
- Greg Graffin - zang
- Brett Gurewitz - gitaar
- Greg Hetson - gitaar
- Jay Bentley - basgitaar
- Bobby Schayer - drums
- Eddie Vedder (van Pearl Jam) - zang in "American Jesus" en "Watch It Die"
- Johnette Napolitano (van Concrete Blonde) - zang in "Struck a Nerve"
- John Wahl - gitaar in "Kerosene"
- Chris Bagarozzi - gitaar in "Kerosene"